# Bouadikro
Bouadikro ou Boadikro est une localité de l'est de la Côte d'Ivoire, et appartenant au département de Bongouanou, Région du N'zi-Comoé. La localité de Bouadikro est un chef-lieu de commune.